# Batalla del Castillo Negro
La Batalla del Castillo Negro es un conflicto ficticio que tiene lugar en la saga de libros Canción de hielo y fuego del escritor George R. R. Martin. Está encuadrada dentro de la guerra que mantiene la Guardia de la Noche, una hermandad de hombres juramentados que defienden el Muro, contra los salvajes (llamados el Pueblo Libre). Esta batalla supone la derrota de los ejércitos de Mance Rayder y el triunfo de la Guardia con la colaboración imprescindible de Stannis Baratheon.

## Movimientos previos
Mance Rayder, el Rey-más-allá-del-Muro, parte hacia el Muro tras oír de los sucesos en la Batalla del Puño de los Primeros Hombres, donde la Guardia de la Noche fue diezmada por los Otros. En una maniobra de distracción, Mance envía una partida liderada por el Llorón a atacar el este del Muro; el Lord Mayordomo Bowen Marsh cayó en la trampa y se llevó a sus mejores hombres para combatir contra el Llorón, logrando vencer, pero a costa de sufrir bajas importantes. Así con todo, el Muro quedaba aún más debilitado para aguantar la ofensiva de los salvajes.
Al mismo tiempo, una partida de thennitas enviada por Mance Rayder y liderada por Styr, el Magnar de Thenn, tenía la misión de escalar el Muro y atacar el Castillo Negro por la retaguardia. En este grupo estaba el mismo Jon Nieve junto a su amante Ygritte, pero Jon escapó y pudo regresar a tiempo al Castillo Negro a informar del ataque. Donal Noye, el herrero, prepara las defensas junto al mismo Jon Nieve. El grupo resiste el ataque de los thennitas con unos pocos miembros de la Guardia y algunos refuerzos recién llegados de Villa Topo. Para terminar quemaron las escaleras, de ese modo atraparon y repelieron a los thennitas.

## La batalla

### El asedio
Mance inicia su primer ataque enviando una primera línea formada por mamuts que son repelidos a flechazos. Los arqueros de la Guardia no son numerosos, pero debido a que se hallan en lo alto del Muro pueden disparar con una cierta seguridad, al estar lejos del alcance de las flechas de Mance. Tan solo el gigante Mag el Poderoso consigue llegar hasta la base del Muro donde se hallan las puertas del túnel que pasan por debajo de él. Donal Noye se dirige con unos cuantos hombres a bloquear la entrada y deja al mando de la defensa del Muro a Jon Nieve. En el túnel se libra una batalla, muriendo todos los que se encontraban en él, incluyendo a Mag y a Donal Noye.
Los escasos hombres de Jon resisten ataque tras ataque de los hombres de Mance y frustran todas sus estratagemas para intentar cruzar el Muro. En esos momentos, llegan 50 refuerzos desde Guardiaoriente del Mar al mando de Janos Slynt y Ser Alliser Thorne, dos enemigos declarados de Jon que lo acusan de traidor y ordenan encarcelarlo. Janos y Ser Alliser asumen el mando mientras envían a Jon Nieve a parlamentar con Mance Rayder, esperando que los salvajes lo eliminen.

### La llegada de Stannis
Mance intenta llegar a un acuerdo con Jon, le promete que no usará el Cuerno del Invierno para derribar el Muro si consigue que la Guardia se rinda. En ese instante, hombres al mando de Stannis Baratheon, acompañado de exploradores de Guardiaoriente del Mar al mando de Cotter Pyke, atacan por sorpresa el campamento de Mance. El ataque coge desprevenidos a los salvajes que responden de forma desorganizada. 
Los hombres de Cotter Pyke retroceden hacia los bosques siendo perseguidos por los salvajes, entonces los 1.500 hombres de Stannis surgen y caen sobre ellos. El primer líder salvaje en caer fue Harma Cabeza de Perro, debido a que fue la que más se adelantó en el ataque; el flanco de Tormund Matagigantes fue también disuelto; los Gigantes de Mance lograron repeler una de las columnas de Stannis, pero pronto se vieron envueltos por las otras dos columnas de Stannis.
La batalla se vio perdida para los salvajes; sorprendidos y peor equipados. Muchos huyeron en desbandada y los que formaron líneas de defensas se vieron incapaces de responder. Pronto Mance Rayder se vio capturado, igual que su hijo recién nacido, y Val; la batalla había terminado, y la Guardia y Stannis habían triunfado.

## Situación tras la batalla
La Guardia de la Noche había salido triunfante pero su situación era muy delicada: habían perdido a muchos hombres y carecían de un Lord Comandante. Por otra parte, Stannis demandaba ayuda de la Guardia como pago por el apoyo prestado en la batalla.
Se establece una votación para elegir un nuevo Lord Comandante de la Guardia, siendo una reñida competición entre Janos Slynt, Cotter Pyke y Denys Mallister. Sin embargo, gracias a los esfuerzos de Samwell Tarly, resulta elegido Jon Nieve, el cual se convierte en el nuevo Lord Comandante de la Guardia de la Noche.
Por su parte, el ejército salvaje de Mance se ha desperdigado tras la batalla. Algunos creen que volverán a atacar siguiendo a los líderes salvajes que lograron huir, como Tormund Matagigantes o Varamyr Seispieles. Se avistan grupos de salvajes cerca del Muro, creyendo que están preparados para atacar de nuevo, aunque la mayoría está de acuerdo en que sin Mance Rayder los salvajes se dividirán otra vez.

## Adaptación televisiva
Jon Nieve (Kit Harington) logra llegar a tiempo al Castillo Negro para advertir de la llegada del ataque de los salvajes. El grupo de Styr (Yuri Kolokolnikov) e Ygritte (Rose Leslie) ataca las puertas del Castillo Negro, al mismo tiempo que Mance Rayder lanza su primera ofensiva sobre el Muro. Ser Alliser Thorne (Owen Teale), que ejerce de Lord Comandante en funciones, deja a Janos Slynt (Dominic Carter) al mando del Muro mientras él parte a combatir contra Styr y sus thennitas. Sin embargo, Slynt resulta ser un comandante indolente e incapaz y escapa, dejando a Jon Nieve al mando. Éste envía a Grenn al túnel que cruza el Muro cuando se entera de que un gigante está a punto de derribar las puertas.
En el Castillo Negro, Ser Alliser resulta herido y Samwell Tarly (John Bradley) informa a Jon de la situación. Este acude a combatir contra Styr mientras deja a Edd el Penas (Ben Crompton) al cargo del Muro. Jon consigue eliminar a Styr y después observa cómo Ygritte muere en sus manos; el ataque ha sido rechazado y el Muro parece estar a salvo por el momento.
Al día siguiente, Jon le anuncia a Samwell que irá a reunirse con Mance Rayder (Ciarán Hinds) para intentar matarlo, aunque eso pueda costarle la vida. Mance le explica que pretende llegar al Sur para huir de los Caminantes Blancos y que si le abren las puertas promete no plantar batalla. En ese momento, los hombres de Stannis Baratheon (Stephen Dillane) atacan el campamento de Mance y desatan una matanza. Mance es capturado y Jon insiste en que Stannis le perdone la vida, lo que éste hace.